# 14:57 do Czyty
14:57 do Czyty. Reportaże z Rosji – książka reporterska polskiego dziennikarza Igora T. Miecika, wydana w listopadzie 2012 przez Wydawnictwo Czarne i nominowana do Nagrody im. Ryszarda Kapuścińskiego za najlepszy opublikowany w Polsce reportaż literacki roku.

## Opis treści
W skład tomu wchodzi dwanaście reportaży z Rosji, pierwotnie opublikowanych w latach 2000-2005 na łamach tygodnika Polityka:
1. 14:57 do Czyty - zapis podróży autora Koleją Transsyberyjską, w najtańszym pociągu z Moskwy do Czyty;
2. Miasto za kręgiem - reportaż z Murmańska i sąsiedniej bazy wojskowej w okresie tuż po zatonięciu stacjonującego tam okrętu podwodnego Kursk;
3. Kadet uczy się Rosji - historia reaktywowanej po latach szkoły średniej dla chłopców, wpajającej im przedrewolucyjne wartości, jak patriotyzm czy żarliwość religijna
4. Niedziela w domu nad rzeką Moskwą - opowieść o historii i współczesnych mieszkańcach Domu na Nabierieżnoj, jednego z najsłynniejszych bloków mieszkalnych w stolicy Rosji, gdzie od lat 30. mieszkały elity władzy;
5. Słowo weterana - tekst złożony niemal wyłącznie z wypowiedzi rosyjskich weteranów II wojny światowej, którzy dzielą się swoimi wspomnieniami;
6. Miss Gułag 2004 - reportaż z żeńskiej kolonii karnej w obwodzie nowosybirskim, dla którego pretekstem są odbywające się tam wybory najpiękniejszej osadzonej;
7. Nasi - tekst o organizacji młodzieżowej Nasi, która choć formalnie jest strukturą całkowicie niezależną, powszechnie uważa się ją za całkowicie oddaną prezydentowi Putinowi;
8. Niepotrzebna armia - ponury obraz życia rosyjskich weteranów (chodzi głównie o uczestników wojen w Afganistanie i Czeczenii), którzy niemal nigdzie nie są w stanie znaleźć pomocy i popadają w patologie;
9. Panny w czerni - reportaż z mającego bardzo wysokie aspiracje gimnazjum żeńskiego w Krasnojarsku;
10. Gladiator - tekst poświęcony zawodnikom biorącym udział w niezwykle brutalnej, rosyjskiej odmianie mieszanych sztuk walki, nierzadko pozostającym równocześnie na usługach organizacji przestępczych;
11. Zmierzch dnia czterdziestego - reportaż z kipiącego nienawiścią Biesłanu, widzianego pod sam koniec tradycyjnego czasu żałoby po  ataku terrorystycznym na tamtejszą szkołę;
12. Śmierć nie nosi modnych sukienek - opowieść o młodych Czeczenkach, oddających życie w samobójczych zamachach;